# Cilaos (vin)
Le cilaos est un vin de montagne produit dans le cirque de Cilaos, à La Réunion.
C'est l'un des seuls vins français produits dans l'hémisphère sud. Il a bénéficié de la dénomination « vin de pays » de 2004[source insuffisante], année d'obtention, jusqu'en 2009, année de suppression de la dénomination dans la législation française. Sa demande de reconnaissance en IGP est en cours,.
Il ne doit pas être confondu avec les vins produits à partir du cépage isabelle, venant de La Réunion, mais n'étant pas produit au sein du chai de Cilaos.

## Histoire

### Période moderne
Introduite dans l'île dès 1665 par les premiers colons, la vigne ne fut longtemps plantée que dans les régions de Saint-Paul et Saint-Denis.

### Période contemporaine
La viticulture finit par gagner les Hauts au milieu du XIXe siècle à la faveur de leur peuplement par les petits Blancs.
L'attaque de phylloxéra qui frappa le vignoble métropolitain en 1868 amena les autorités locales à interdire l'introduction sur place des cépages nobles, sensibles à la maladie.
Aussi, le vin de Cilaos n'a longtemps été qu'un apéritif fabriqué artisanalement à partir d'un cépage médiocre introduit dans la commune vers 1860 et jamais remplacé par la suite, l'isabelle. Vendu en bord de route ou dans les petites épiceries, il avait la réputation de rendre fou.
En 1975, ce cépage fut finalement interdit et l'organisme qui est aujourd'hui le CIRAD prit l'initiative d'une introduction de meilleurs cépages. Bientôt, le vin de Cilaos gagna en qualité en évoquant de moins en moins le xérès ou le porto.
La coopérative du Chai de Cilaos fut créée en 1992, date de la plantation des premiers cépages nobles dans le cirque. La première vendange fut celle du chenin en 1996. On en tirait alors un vin blanc sec ou moelleux. Le premier vin rouge produit à Cilaos ne le fut qu'en 1998 à partir d'un mélange de pinot noir et de malbec.

## Étymologie
Le mot Cilaos viendrait du mot malgache Tsilaosa, qui signifie « lieu où l'on est en sécurité ». En référence à cette origine supposée, la devise de la commune est « Cilaos, on y revient toujours ». Néanmoins, selon certains historiens, le mot Cilaos trouverait plutôt ses origines dans le nom d'un esclave malgache « marron » nommé "Tsilaos" qui se serait réfugié dans ce cirque.

## Situation géographique

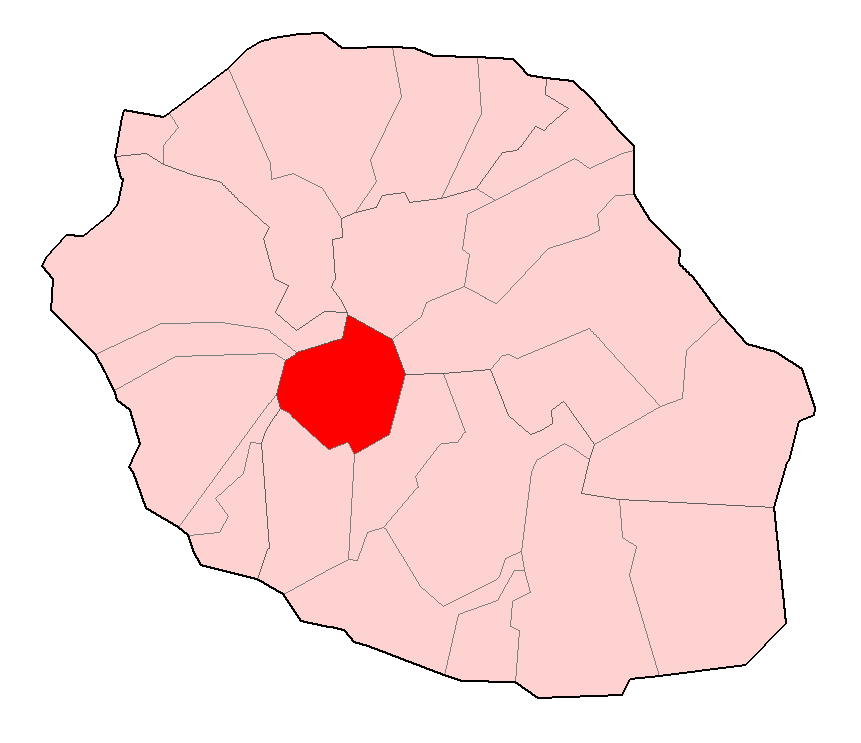
Le cirque de Cilaos dans l'île de la Réunion

Il est géographiquement exceptionnel à plusieurs titres : il est l’un des deux seuls vignobles des DOM-TOM, avec le vignoble tahitien ; il est planté  au centre de l'île, dans un des trois cirques d'origine volcanique, celui de Cilaos, à une altitude entre 600 et 1 300 mètres.
Sa situation en hémisphère sud participe à un décalage dans la conduite de la vigne, avec une vendange à l’été australe, en janvier ou février.

### Orographie
Implanté entre 800 et 1 200 mètres d'altitude, il est étagé en terrasses sur de fortes pentes.

### Géologie
Le sol volcanique offre un bon stock de matière organique et présente une disponibilité en manganèse du fait d'un pH élevé. La disponibilité en calcium et en fer est également intéressante.
Le pH des sols volcaniques est par définition acide donc bas, ce qui facilite la libération d'aluminium et donc des toxicités importantes vu que les matières organiques sont lessivées par les fortes pluies.

### Climatologie
Le climat peut à l'occasion se révéler extrême. Si l'hiver austral est généralement beau et sec, il peut aussi être l'occasion de véritables gelées.
L'été austral est quant à lui une série de perturbations qui peuvent évoluer en cyclones.
Dès lors, la pluviométrie est très élevée : Cilaos détient d'ailleurs un record mondial datant du 29 février 1964 en la matière. Il y est tombé 261,5 millimètres d'eau en une heure. Aussi, si l'ensoleillement est correct avec environ 2 000 heures par an, l'humidité est élevée. Elle est de 80 à 85 %.
Les temperatures moyennes sont :
|                | janvier | février | mars | avril | mai | juin | juillet | aout | septembre | octobre | novembre | décembre |
| -------------- | ------- | ------- | ---- | ----- | --- | ---- | ------- | ---- | --------- | ------- | -------- | -------- |
| minimales (°C) | 25      | 25      | 25   | 24    | 22  | 20   | 20      | 19   | 20        | 21      | 22       | 24       |
| maximales (°C) | 33      | 33      | 33   | 32    | 30  | 29   | 28      | 28   | 28        | 29      | 31       | 32       |

Influence de l'altitude sur les températures:

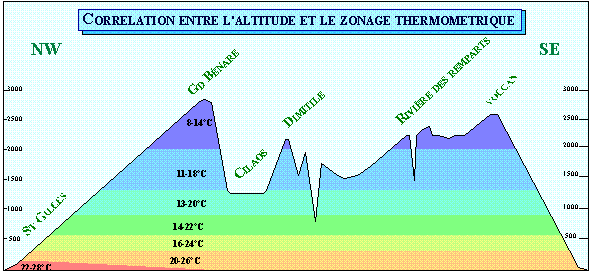
Influence de la température sur le vignoble de Cilaos

## Vignoble

### Présentation
Le vignoble s'étend sur la commune de Cilaos. 

### Encépagement
Les cépages sélectionnés sont le pinot noir et le malbec en rouges, et un seul cépage blanc : le chenin. 

### Terroir et vins
Les vendanges ont lieu en janvier et février et leur commencement est marqué par une fête dans le cirque. Le vin lui-même est fêté en juillet.

### Méthodes culturales
Le vignoble ne peut être exploité que manuellement, au vu du terrain escarpé.

### Structure des exploitations
En 1998, une dizaine d'agriculteurs de la commune exploitaient huit hectares. L'objectif est alors d'étendre la production sur une vingtaine d'hectares. En 2001, la production atteint 35 000 bouteilles par an.

### Type de vins et gastronomie

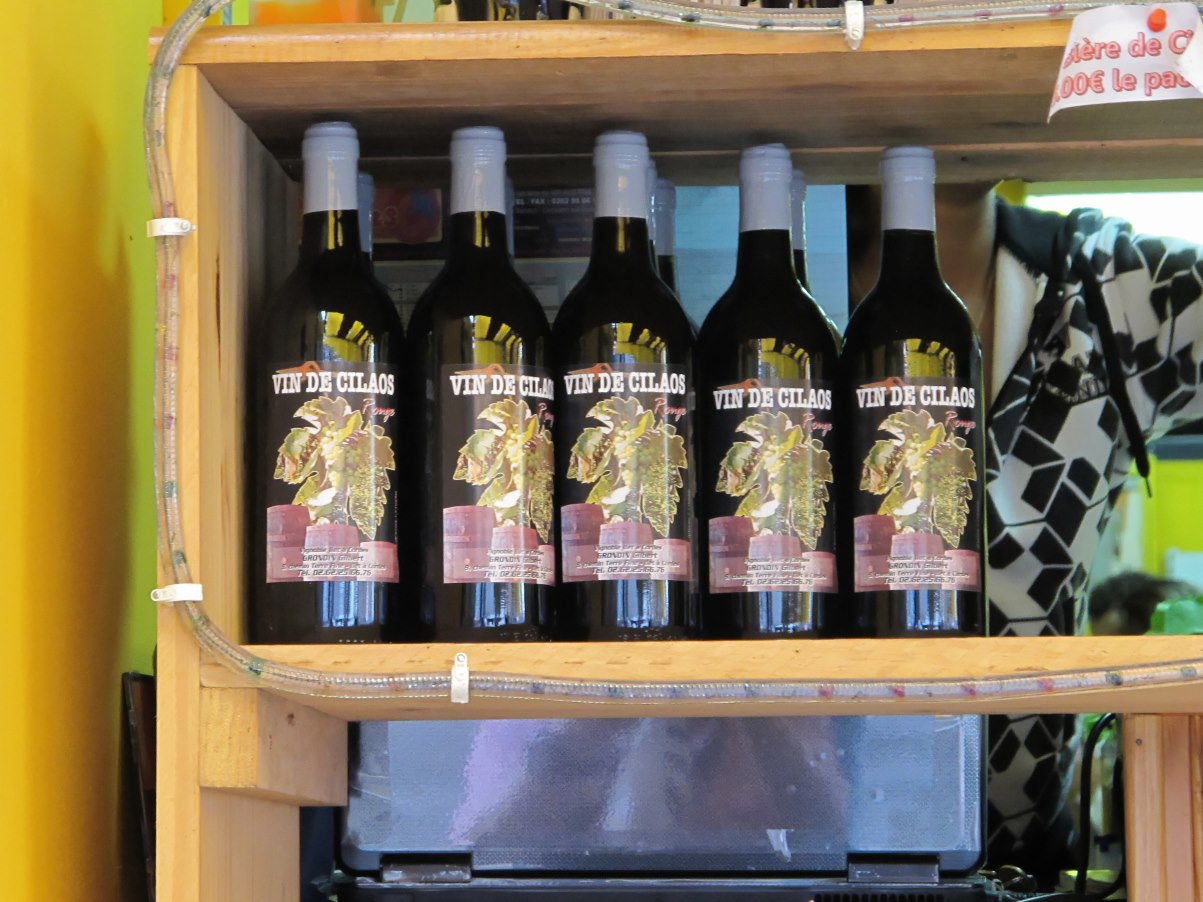
Vin de Cilaos

Traditionnellement le vin rouge accompagne un civet de zourites, les viandes en sauce et mieux le fameux cari bichiques (alevins). Le blanc sec se sert frais vers 8 °C, il est idéal pour les poissons de l'Océan Indien ou le fromage de chèvre de Takamaka. Le moelleux, se sert entre 8 et 10°. Il est recommandé sur les desserts locaux tel le gâteau patate au miel ou la mousse de letchis.

### Commercialisation
Ce vin de pays est commercialisé dans des bouteilles bordelaises de 75 et 37,5 centilitres. 25 000 unités sont désormais vendues chaque année.